# ルイス・エルゲラ
ルイス・エルゲラ・ブヒア（Luis Helguera Bujía、1976年6月9日 - ）は、スペイン・ア・コルーニャ県フェロル出身のサッカー選手。ポジションはミッドフィールダー。
兄はレアル・マドリードやバレンシアCFで活躍したサッカースペイン代表ディフェンダーのイバン・エルゲラ。

## 経歴
ア・コルーニャ県フェロルに生まれ、マンチェゴCFでキャリアをスタートさせる。その後、プリメーラ・ディビシオンのレアル・サラゴサに加入し、3シーズンにわたって単発的に試合に出場した。最も出場機会が多かったのは1999-2000シーズンで、チームも4位と躍進した。
兄のイバンがASローマでの1シーズン目を終えたタイミングで、兄と同様にイタリアに移ることとなる。ウディネーゼ・カルチョへ移籍し、2年間はデポルティーボ・アラベスへレンタル移籍。イタリアでは、セリエBを中心に6つの大会に参加した。2008年、セグンダ・ディビシオンに昇格したSDウエスカと契約し、母国復帰。
現役時代はほとんど欠場することがなかった。2010-11シーズンには、37試合でシーズン最多の20枚のイエローカードを受けた。2013年6月、チームの降格に続いて37歳で引退。セグンダでの5年間で185試合に出場し、8得点を挙げた。